# Personaggi di Torchwood
Questa voce contiene un elenco dei personaggi presenti nella serie televisiva Torchwood.

## Personaggi principali

### Jack Harkness
Jack Harkness (John Barrowman) è un capitano, leader e comandante in capo della squadra. Per tutta la prima stagione i collaboratori di Jack sono all'oscuro della sua natura immortale, eccetto Gwen che ha scoperto la cosa accidentalmente, ma nel finale di stagione il suo segreto viene rivelato. Jack è un uomo deciso che arriva pure a compiere i gesti più spregevoli pur di raggiungere il suo risultato, questa parte del suo carattere spesso lo fa allontanare dai suoi amici, nonostante spesso provi rimorso per le sue scelte. Anche se tiene ai suoi compagni è spesso severo con loro e non sopporta che la sua autorità venga minata. Ha una figlia di nome Alice, avuta da una sua precedente relazione, dalla quale ha avuto un nipote di nome Steven: il piccolo muore quando Jack sceglie, con grande dolore, di sacrificarlo pur di sconfiggere gli alieni "456" e d'allora Alice non vorrà mai più vederlo.

### Gwen Cooper
Gwen Cooper (Eve Myles) è una poliziotta, si intromette in un caso di omicidio a cui lavora il Torchwood nel primo episodio, e quando scopre che la colpevole è una degli agenti di Torchwood, Jack fa integrare Gwen nell'organizzazione intravedendo del potenziale in lei. Ha un fidanzato di nome Rhys, nonostante lo ami per un po' di tempo lo tradisce con Owen, ma i due decidono di chiudere la storia. Lei ama Jack (in una circostanza ha ammesso di amarlo più di Rhys). Lei e Rhys alla fine si sposano, e dopo un po' di tempo Gwen diventa madre della piccola Anwen. Gwen probabilmente possiede una memoria eidetica, in quanto ricorda molto bene le cose, riuscendo perfino a contrastare l'effetto delle pillole della memoria.

### Owen Harper
Owen Harper (Burn Gorman) è un medico, secondo in comando, dimostra di possedere anche una discreta conoscenza delle tecnologie aliene. Owen è un donnaiolo, sono molte le donne che nel corso della serie sono cadute vittima del suo fascino. Cinico e arrogante, ma anche carismatico, forse anche più di Jack visto che nel finale della prima stagione tutti scelsero di seguire Owen invece che il loro capitano. Nella seconda stagione Owen viene ucciso, ma Jack lo riporta in vita con il guanto della resurrezione facendolo diventare un morto vivente, il medico non riesce più a mangiare e a bere, inoltre non guarisce dalle ferite e non può nemmeno godere dell'intimità con una donna. Owen muore definitivamente nel finale della seconda stagione in una centrale nucleare quando viene immerso nel liquido di raffreddamento.

### Toshiko Sato
Toshiko Sato (Naoko Mori) è un'esperta di computer. Ha sempre amato Owen, anche se lui non l'ha mai contraccambiata, è una ragazza molto timida e riservata, diversamente dai suoi colleghi Toshiko è più emotiva e impressionabile. Muore nel finale della seconda stagione, uccisa dal fratello di Jack, Grey, ma prima di morire parla con Owen per l'ultima volta e il ragazzo le esprime il suo dispiacere per non averle mai concesso una possibilità.

### Ianto Jones
Ianto Jones (Gareth David-Lloyd) è un assistente tuttofare. La sua fidanzata, Lisa, venne trasformata in un Cyberman, per questo Jack, Owen, Gwen e Toshiko si sono veduti costretti a ucciderla. Molti ironizzano su Ianto e del suo lavoro al Torchwood definendolo la "donna dei servizi", ma nella seconda stagione diventa un operativo. Ianto è un uomo introverso, timido e a tratti anche goffo, per molti versi lui è l'esatto opposto di Owen. Ianto è bisessuale, e lui e Jack intraprendono una sorta di relazione non molto seria; infatti quando Martha Jones chiede a Ianto cosa ci sia fra lui e Jack, l'uomo risponde: giochiamo.
Ianto muore nella terza stagione, per mano degli alieni noti con il nome di 456, tra le braccia di Jack confessandogli di amarlo.

### Rhys Williams
È il convivente di Gwen, che poi sposerà nell'episodio Un matrimonio memorabile; dirige una piccola azienda di trasporti, la Harwood's Haulage.
Dapprima ignaro del nuovo lavoro della compagna, anch'egli crede che sia stata assunta da una "squadra speciale" della polizia e nel corso della prima stagione mostra un'irritazione crescente per l'evasività e le lunghe assenze di Gwen, senza però sospettare come ella lo abbia tradito con il collega Owen Harper. Lei gli confesserà il tradimento in Combattimento ma non avendo il coraggio delle proprie azioni, lo farà solo dopo avergli somministrato di nascosto una pillola per l'amnesia.
In La fine dei giorni viene pugnalato a morte da Bilis Manger e muore, ma quando la squadra apre la Fessura questo evento è cancellato dalla storia, riportandolo in vita senza che si ricordi dell'avvenimento.
In Il ritorno si scopre che ha chiesto a Gwen di sposarlo, e lei in Carne è costretta a rivelargli tutta la verità sul suo lavoro all'Istituto Torchwood, con il quale collabora, prendendosi una pallottola al posto della fidanzata. Terminata la missione con un relativo successo, e curato da Owen, Jack Harkness ordina a Gwen di drogarlo perché dimentichi tutto, ma lei rifiuta, con notevole disappunto di Jack.
Dopo che Adam riscrive la memoria di Gwen, lei dimentica Rhys, con sua grande afflizione.
Quando Rhys e Gwen arrivano a sposarsi, la cerimonia è quasi compromessa poiché Gwen è infettata da un uovo alieno che la fa sembrare incinta di molti mesi: nonostante l'impegno, sono costretti a spiegare la verità ai relativi genitori, che non vi credono. Dopo avere ucciso l'alieno madre ed espiantato l'uovo dall'addome di Gwen, al ricevimento nuziale, Jack usa il Retcon per cancellare dagli invitati la memoria dell'attacco dell'alieno: pur essendo offerto anche a loro, gli sposi lo rifiutano.
Durante gli eventi di Fragments e Exit Wounds Rhys svolge un ruolo particolare nella campagna della squadra contro il ritornato capitano John Hart e il folle Gray, aiutando Gwen a salvare gli altri dopo che sono stati feriti nell'esplosione di un edificio abbandonato e successivamente collaborando con Andy per contribuire a resistere all'assalto dei Weevil alla stazione di polizia.

### Rex Matheson
Rex Matheson (Mekhi Phifer) è un agente della CIA molto ambizioso e dissoluto, dall'humor letale, che a un certo punto inizia a temere per la propria vita.

### Esther Drummond
Esther Drummond (Alexa Havins) Lavora anche lei per la CIA. È un'amica di Rex ed è lei a scoprire il complotto. È quella che fa più fatica di tutti ad abituarsi alla loro situazione.

### Oswald Danes
Oswald Danes (Bill Pullman) è un pedofilo assassino che, dopo essere uscito di prigione grazie a un cavillo burocratico, diventa il rappresentante della Phicorp.

## Personaggi secondari

### John Hart
John Hart (James Marsters) è un Agente del Tempo, rimasto senza lavoro perché l'Agenzia del Tempo è stata chiusa, ed è l'ex partner professionale e sessuale di Jack Harkness. È stato in riabilitazione per alcool, droga, sesso e omicidio. Compare per la prima volta nella seconda stagione nell'episodio Il ritorno dalla Fessura per chiedere a Jack Harkness aiuto nell'individuare tre bombe a grappolo radioattive, seminate per Cardiff: pur non fidandosi, Jack Harkness, acconsente a che la squadra di Torchwood Tre lo aiuti. In effetti l'uomo mentiva e durante la ricerca prima cerca di uccidere Gwen tramite un lucida labbra avvelenato (Jack le aveva detto di non fidarsi dei baci dell'uomo), poi spara a Owen e alla fine, dopo una scenata di gelosia a Jack, che non vuole tornare assieme a lui, lo getta dalla terrazza di un alto edificio, uccidendolo; non sa che Jack non può morire. Alla fine riesce nel suo intento reale, quello di mettere le mani su un contenitore che dovrebbe contenere un raro diamante arcadico, nascosto dalla donna che lui stesso ha ucciso: invece trova un congegno esplosivo approntato dalla donna perché si leghi tramite il DNA al suo assassino. Alterando superficialmente il DNA di John e usando quello della squadra di Torchwood, Jack e Owen riescono a salvarlo, e poi lo cacciano tramite la Fessura.
In Frammenti ritorna sotto forma di ologramma, dicendo che sta per distruggere la vita di Jack e mostrando l'immagine di Gray. Nella successiva e ultima puntata di stagione La fine e il principio, si scopre che proprio lui ha ritrovato e salvato il fratello minore di Jack, scoprendo però troppo tardi che era impazzito per le torture subite, divenendo un sadico pericoloso. Ha installato una bomba nel polso di John per costringerlo a obbedire ai suoi ordini: minare e fare brillare quindici bombe a Cardiff), e seppellire vivo per vendetta Jack nell'anno 27 d.C. nel luogo in cui poi sorgerà Cardiff. Tuttavia John è riuscito a ingannare Gray gettando nella tomba un anello (in realtà dispositivo di ricerca), così da permettere che Jack venga recuperato dall'Istituto Torchwood e sia criogenizzato nel Nucleo, risvegliandosi giusto in tempo per arrestare suo fratello. Conservato Gray con la criogenizzazione, per niente disposto a vedere un'altra morte quel giorno, Jack offre a John il suo aiuto per aprire la Fessura e permettergli di andarsene, ma l'uomo dice di volere rimanere in questo mondo in questo periodo e viaggiare, così da capire che cosa Jack ci trovi di così affascinante. La possibilità che il personaggio ritorni nella terza stagione è data anche dalla disponibilità di Marsters.
Il produttore capo Chris Chibnall aveva già concepito l'idea di un Agente del Tempo malvagio durante la produzione della prima stagione, ma l'idea non era stata realizzata, e non lo fu finché James Marsters si mise d'accordo con il produttore esecutivo Russell T Davies per apparire in Torchwood. Il personaggio di John Hart iniziò a prendere forma e Chibnall scrisse la bozza dell'episodio Il ritorno con cui introdurlo. Il personaggio ha molti punti in comune con il personaggio di Spike che Marsters aveva interpretato in Buffy e Angel, come egli stesso ha affermato: «Sotto molti punti di vista, questo ruolo assomiglia molto a come Spike era nei miei primi tre episodi di Buffy».
I produttori di Torchwood hanno concepito John come classica nemesi per il capitano Jack; Chibnall ha commentato: «Nel vedere John vedrete il modo in cui Jack avrebbe potuto essere, e forse fu, per un breve momento». Masters invece ha sottolineato come John sia un doppelgänger del capitano Jack: entrambi sono viaggiatori del tempo pansessuali, con l'unica ma basilare differenza che John non è mai mutato. Il personaggio esagera molti aspetti della personalità di Jack, per esempio ostentando un'attrazione zoofila verso ciò che non è umano. La somiglianze tra John e Jack è anche nell'abbigliamento, poiché ambedue paiono amare i vestiti militari: «Porta una giubba militare delle guerre napoleoniche. Ha una spada proveniente dalla Corea che penso abbia ottenuto uccidendo qualcuno, i suoi stivali provengono dall'Italia del 1640 circa e le fondine delle sue pistole provengono dal Far West.»

### Tommy Brockless
Thomas "Tommy" Reginald Brockless (Anthony Lewis) compare nell'episodio Fino all'ultimo uomo. Nato nel 1894, è un soldato della prima guerra mondiale affetto da shock post traumatico, preso in custodia nel 1918 da Torchwood Tre e crioconservato dopo che il suo sé stesso del futuro comunica loro di doverlo fare per prevenire un prossimo slittamento temporale. Infatti in un non specificato anno del futuro i frammenti del 1918 e il presente tenderanno a fondersi assieme, causando la distruzione del mondo. Per questo, una volta all'anno, Torchwood sveglia Tommy per controllare il suo stato e per dargli un "giorno di libera uscita".
Nel 2008 tutto ciò comincia ad accadere e Tommy deve essere rispedito al suo tempo cui appartiene per ristabilire l'equilibrio e impedire gli slittamenti temporali. Tuttavia, durante il suo ultimo giorno, Tommy si innamora di Toshiko Sato, rendendo la sua decisione ancora più difficile: si convince ad agire solo grazie alla ragazza, che lo incoraggia a riparare la spaccatura riferendosi a lui come suo "eroe bello e coraggioso" (citando le parole che Thomas le aveva rivolto), nonostante sapesse da Jack che poco dopo sarebbe stato uno delle centinaia di soldati inglesi affetti da shock post traumatico fucilati per codardia.

### Gerald Carter
Gerald Carter (Roderic Culver) compare in alcuni flashback dell'episodio nelle sequenze di Fino all'ultimo uomo, dove la sua storia viene brevemente spiegata. Dopo avere fatto parte del servizio segreto dell'esercito, entrò negli anni dieci nell'Istituto Torchwood fino a diventare il leader della sezione di Cardiff. Secondo il sito web di Torchwood fu un forte sostenitore della "teoria della Fessura" e quando venne posto a capo della squadra nel 1907 le diede un forte impulso, ottenendo grandi progressi. Tuttavia, in seguito alla morte di Harriet Derbyshire, Carter si sentì responsabile e si ritirò dalla guida del gruppo per una marginale posizione di consulenza, che tenne fino alla morte nel 1942

### Aaron Copley
Aaron Copley (Alan Dale) è il capo dell'organizzazione medica sperimentale "The Pharm" che compare in Reset. Quando pare che coloro che si sono sottoposti alle sue cure sperimentali siano guariti da malattie medicalmente incurabili quali il diabete e il cancro, la squadra di Torchwood indaga. Martha Jones vi si introduce con l'approvazione del capitano Jack, permettendo loro di avere un accesso incondizionato a tutti i file della compagnia di Copley: scoprono così che tengono in vita vari tipi di alieni (tra cui una sorta di zanzara gigante e un weewil) dai cui liquidi corporei viene sviluppata la cura nota come "Reset"; ha in sé il grave difetto di installare spore dell'alieno a forma di zanzare, trasformando il paziente in un'incubatrice, che al momento della nascita diventano mortali. Quando Copley scopre che Martha conosce ogni cosa e che ella stessa ha viaggiato nel tempo e nello spazio, comincia a effettuarle test medici intrusivi: la ragazza viene salvata dalla squadra, i computer della Pharm resettati e gli alieni fatti morire. Copley, prigioniero, li segue e all'esterno degli uffici tira fuori una pistola: mentre provano a calmarlo l'uomo spara uccidendo Owen Harper, e Jack gli spara a sua volta, uccidendolo.

### Suzie Costello
Suzie Costello (Indira Varma) viene presentata come personaggio principale nel primo episodio della serie Tutto cambia: seconda nella scala gerarchica della sezione di Cardiff dell'Istituto Torchwood, appare mentre studia un oggetto di tecnologia aliena, un guanto che ha la capacità di resuscitare le persone morte da poco, ma soltanto per un breve periodo di tempo. Si scopre poco oltre nell'episodio che sta assassinando delle persone per avere soggetti da impiegare per studiare il guanto, oramai del tutto ossessionata dal suo lavoro. Mentre confessa i suoi crimini a Gwen, si prepara a spararle per nascondere i suoi crimini, ma Jack arriva e Suzie gli spara in fronte, ignorando che l'uomo non può morire. Vistolo risorgere, senza più via di scampo, si suicida.
In Continuano ad uccidere Suzie la squadra di Torchwood la porta di nuovo in vita usando il guanto della risurrezione (maneggiato da Gwen) perché sembra essere l'unica testimone possibile di una serie di omicidi: ignorano però che questo fa parte di un piano messo a punto da Suzie mesi prima di morire. Sembra essere resuscitata permanentemente e incapace di essere uccisa, ma solo perché il guanto sta continuando a trasferire l'energia vitale da Gwen a lei. Chiestole che cosa ricordava della sua condizione di defunta, dopo avere detto di non avere ricordi se non l'oscurità, confessa a Jack che ha percepito qualcosa nel buio, qualcosa che stava venendo per lei. Suzie manipola Gwen riuscendo a farsi liberare da lei, a farsi portare al capezzale del padre morente (che uccide) e pur mostrando rincrescimento per la morte della ragazza, sempre più privata dell'energia vitale, non recede assolutamente dal sacrificarla per potere rimanere viva. Mentre continua ad appropriarsi dell'energia vitale di Gwen si dà alla fuga ma raggiunta, rimane viva anche dopo che Jack le spara svariate volte, fino a quando Toshiko non distrugge il guanto, troncando il trasferimento di energia e infine uccidendo ancora una volta Suzie. Jack dice a Ianto Jones di registrare le sue molteplici cause di morte sotto la voce "uccisa da Torchwood".
Prima di tradire il Torchwood Suzie e Owen andavano a letto insieme.

### Andy Davidson
L'agente di polizia Andy Davidson, accreditato negli episodi come PC Andy (Tom Price), è il poliziotto che faceva squadra con Gwen Cooper, come appare dall'episodio Tutto cambia; anche se il cognome non viene mai menzionato, "Davidson" è stato utilizzato sul sito web della BBC in un audio messaggio registrato da Tom Price. Dopo che Gwen si è unita a Torchwood, ella lo incontra fuori da un locale notturno in cui un uomo è stato ucciso da un "mostro sessuale" in Primo giorno: come Rhys, dapprima crede che sia stata promossa a un corpo speciale. Andy compare altre volte in seguito, per aiutare Gwen in La fine dei giorni e Il ritorno.
Solo in un secondo momento comprende che il lavoro di Gwen implica casi molto particolari, come la caccia agli extraterrestri, e mostra la propria gelosia per il salto di carriera della ragazza. In Alla deriva Andy si rivolge a lei per indagare sulle persone misteriosamente scomparse a Cardiff e le rivela il suo affetto per lei e la sua gelosia nei confronti di Rhys, vero motivo per cui non è andato alla cerimonia nuziale.
In La fine e il principio lui e Rhys coordinano le forze di polizia nell'azione seguita alle bombe che Gray ha seminato per Cardiff tramite il capitano John Hart.

### Harriet Derbyshire
Harriet Derbyshire (Siobhan Hewlett) compare nel flashback dell'episodio Fino all'ultimo uomo: reclutata direttamente dall'università di Oxford (dove aveva seguito le lezioni di fisica) per Torchwood Tre, sarebbe morta l'anno successivo, nel 1919. Secondo il sito web di Torchwood, è una dei membri importanti della squadra il cui corpo è conservato criogenizzato nei sotterranei del Nucleo

### Charles Gaskell
Charles Gaskell (Cornelius Macarthy) era un membro di Torchwood Tre tra la fine del XIX secolo e l'inizio del XX, e compare solo in flashback durante l'episodio La fine e il principio. Nel 1901, lui e la sua collega Alice Guppy scoprirono Jack Harkness sepolto a Cardiff e lo congelarono nella zona criogenica del Nucleo. Benché di colore, venne assunto da Torchwood in un periodo di forti pregiudizi razziali.

### Gray
Gray (Ethan Brooke come bambino in Adam e Lachlan Nieboer come adulto in Frammenti e La fine e il principio) è il fratello minore del capitano Jack. Dapprima menzionato alla fine di Il ritorno, compare nei flashback dell'episodio Adam.
Ne Il ritorno l'ex partner di Jack, il capitano John Hart, lo informa che ha "trovato Gray", implicando questi possa essere ancora vivo.
In Adam le memorie di Jack su suo fratello sono portate alla luce da un alieno che si sta intromettendo nella memoria di tutta la squadra. Jack si ricorda di quando gli sfuggì la mano del fratellino durante un'invasione aliena dove viveva ed era nato, la penisola di Boeshane, e di averne perso le tracce, un'azione che ancora non si perdona. Le ricerche del giovane Jack (impersonato da Jack Montgomery) falliscono e acuiscono il dolore di tornare a casa e trovare il padre morto.
In Frammenti il capitano John ritorna mostrando un ologramma di una persona ammanettata che dice essere Gray: quest'ultimo appare realmente nell'ultima puntata di stagione, ma è una persona malvagia che ha sopportato per una vita torture inesprimibili, imparando la crudeltà dai suoi rapitori, e divenendo un sadico vendicativo. Gray torna da Jack solo per dirgli che lo ritiene responsabile di tutti i dolori che ha subito per una vita e per vendicarsi lo seppellisce vivo in un prato nel 27 d.C., sul luogo dove sorgerà Cardiff, costringendolo così a un eterno ciclo di morte e risurrezione. Fatto questo, nel tempo presente scatena una serie di devastanti esplosioni a Cardiff e colpisce mortalmente Toshiko Sato, che stava tentando d'impedire un'esplosione nucleare innescata dallo stesso Gray. Ma dal Nucleo si desta Jack (che nel 1901 era stato trovato dalla squadra di allora di Torchwood, e aveva chiesto loro di criogenizzarlo fino al 2007), che porge il proprio perdono al fratello, chiedendogli di fare lo stesso. Gray rifiuta di assolvere Jack, che con estremo dolore gli fa perdere i sensi costringendolo ad annusare il cloroformio e lo trasferisce in uno scompartimento per la criogenizzazione, conscio di non poterlo mai più svegliare.

### Alice Guppy
Alice Guppy (Amy Manson) era un'impiegata di Torchwood Tre tra la fine del XIX secolo e l'inizio del XX. Compare in flashback negli episodi Frammenti e La fine e il principio. Ha un atteggiamento spiccio e aggressivo, uccidendo a sangue freddo un pesce palla giustificandosi perché era “una minaccia contro l'Impero". Con uno spiccato accento scozzese, secondo il sito web di Torchwood, è uno degli impiegati importanti i cui i corpi sono immagazzinati nel Nucleo tramite criogenizzazione. Sempre sul sito c'è un estratto di diario che parla del suo passato: reclutata dalla futura partner Emily Holroyd, era stata in prigione per avere aggredito un'altra donna in una lavanderia. Holroyd spiegava che Guppy era stata selezionata perché "le abilità che ha dimostrato come ladra potrebbe essere impiegate al meglio nello spionaggio; non solo per il suo carattere, ma anche per il suo atteggiamento nei confronti della violenza".

### Lisa Hallett
Lisa Hallett (Caroline Chikezie) è un'impiegata di 26 anni di Torchwood Uno a Londra e l'ex fidanzata di Ianto Jones. Durante la "Battaglia di Canary Wharf" negli ultimi due episodi della seconda stagione di Doctor Who il bisogno di Cybermen di avere molte più truppe e molto più velocemente fa sì che inizino direttamente a tramutare la gente piuttosto che trapiantando i loro cervelli in altri Cyberman. Lisa nel mezzo di questo processo è salvata da Ianto, prendendo lei e un pezzo di un'unità di conversione come sistema di appoggio a Torchwood Tre, tenendola in uno scantinato fino a che non si possa ristabilire la sua umanità (La donna cibernetica). Tuttavia, liberata dall'unità, la sua parte di Cyberman prende il sopravvento e tenta di conquistare il Nucleo per usarlo come base per un nuovo esercito di Cyberman. Vedendo fin dove Ianto si è spinto per proteggerla, trapianta il suo cervello nel corpo della ragazza che consegna la pizza in modo da potere restare ancora insieme: dopo questo la squadra le spara e l'uccide. Quello che sembra essere il suo fantasma riappare in La fine dei giorni, invitando Ianto ad aprire la Fessura.

### Beth Halloran
Beth Halloran, impersonata da Nikki Amuka-Bird, compare in L'agente dormiente. È uno dei quattro agenti alieni che formano a Cardiff la cellula 114, ma ne è del tutto ignara. Lei e tre altri tre sono state creati e gli sono stati dati ricordi umani per mimetizzarsi al meglio nell'attesa dell'invasione e dell'attacco alla Terra: per scoprire tutto ciò Torchwood ha dovuto sottoporla ad analisi abbastanza invasive che fanno scattare una sorta di "allarme", dando il via alla prima fase dell'invasione. Dopo avere aiutato la squadra a fermare l'ultimo agente Beth finge di volere uccidere Gwen perché gli altri membri di Torchwood la uccidano, in modo che un giorno non debba doversi trasformare in un alieno. Come tutti i dormienti della sua razza il braccio di Beth si può trasformare in un'arma a forma di lama, può fare detonare dispositivi esplosivi, possiede un campo di forza protettivo e una resistenza sovrumana. Secondo il Web site di Torchwood, il suo corpo è immagazzinato nella zona di criogenia.

### Diane Holmes
Diane Holmes (Louise Delamere) appare per la prima volta nell'episodio Fuori dal tempo. È una pilota d'aereo e una femminista ante-litteram che guidando il suo aereo in un breve volo nel 1953 arriva nell'aeroporto di Cardiff nel 2007 a causa della Fessura. Inizia una relazione con Owen, di cui si innamora ricambiata, ma decide di lasciarlo, prendendo di nuovo il volo con il suo aereo verso la Fessura, con la speranza la riporti nel suo tempo. Riapparirà in brevi flashback in Combattimento, Il capitano Jack Harkness e La mietitrice di anime, e infine sotto forma di visione creata da Bilis in La fine dei giorni, cercando di convincere Owen a fare qualcosa che può salvarla: aprire la Fessura.

### Janet
Janet è un weevil tenuto prigioniero nel Nucleo di Torchwood. Chiamato così dal capitano Jack, Janet è impiegata spesso per interrogare i sospetti e per studiare i suoi simili. Janet compare in molti episodi ed è attraverso di lei che la squadra di Torchwood ha potuto conoscere meglio i Weevil, scoprendo che sono telepatici, empatici, e storditi dalle tossine. Come tutti i Weevil in Torchwood, Janet è impersonata da Paul Kasey (tramite un costume).

### Eugene Jones
Eugene Jones (Paul Chequer) compare nell'episodio L'occhio alieno. Da bambino il suo professore di scienze gli donò un occhio alieno e crescendo si appassionò all'argomento, riuscendo ad avvicinarsi a quelli di Torchwood più volte, senza che mai lo prendessero in considerazione. Sostanzialmente è un perdente, un fallito, un geek e un ragazzo banale.
Muore investito da un pirata della strada e sul suo caso giunge Torchwood: resosi conto che la sua "proiezione" (o forse il suo fantasma) è ancora sulla Terra, inizia a seguire Gwen, che indaga sulla sua vita. Ricordandosi del suo "passato" (come Eugene inizia a chiamare la sua vita trascorsa), gli sovviene che stava provando a vendere l'occhio su eBay: l'offerta era arrivata a £15,005.50 sterline, ma era un prezzo finto, rialzato da due suoi colleghi di lavoro; l'offerta precedente era di sole 50 scellini più bassa e Eugene era convinto che l'alieno stesse provando a comprare il suo occhio. Rimosso l'oggetto dai vestiti che indossava il cadavere, Eugene ritorna corporeo, riuscendo a salvare Gwen dall'essere investita, prima di scomparire in una luce luminosa.

### Alex Hopkins
Alex Hopkins (Julian Lewis Jones) è un ex capo di Torchwood Tre, che il 31 dicembre 1999 assassinò la sua intera squadra e in seguito si suicidò. Prima del gesto fatale rese l'agente freelance Jack Harkness il nuovo capo di Torchwood Tre, ricompensandolo di un secolo di servizio leale. Avendo visto un'immagine del futuro, Alex ritenne che la sua squadra del tutto impreparata a occuparsi di ciò che stava venendo: le sue ultime parole furono che il mondo non era pronto per i cambiamenti che il XXI secolo stava per subire e Jack doveva tenere ben a mente questo avvertimento. Secondo il sito web ufficiale, il suo corpo è conservato criogenizzato nel Nucleo, assieme alla sua intera squadra. Il sito inoltre gli attribuisce in una lettera la progettazione del SUV della squadra e l'idea di avere la scritta "Torchwood" scritta sulla fiancata, malgrado la preoccupazione di "compromettere lo stato di organizzazione semi governativa clandestina".

### Bilis Manger
Bilis Manger (Murray Melvin) compare negli episodi Il capitano Jack Harkness e La fine dei giorni. Bilis ha la capacità di spostarsi nel tempo e di teletrasportarsi; riesce a condurre la squadra di Torchwood in una situazione dove finiscono per aprire la Fessura e liberare la divinità che adora.
Ne Il Capitano Jack Harkness appare come direttore di una sala da ballo del 1941 e come il guardiano dello stabile abbandonato, che con cortesia e sollecitudine aiuta Gwen quando visita quel luogo mentre cerca Jack e Toshiko. Tuttavia sabota il tentativo di Toshiko fatto nel 1941 di trasmettere la seconda metà completa dell'equazione necessaria per riportare al sicuro lei e Jack, graffiando via l'ultima parte dell'equazione; poi li ha fotografati, per avere la sicurezza che la squadra li individuasse nel passato e dovesse aprire la Fessura per salvarle. Ne La fine dei giorni riappare, dapprima come in un'apparizione, a Gwen, e poi nel suo negozio "A Stitch in Time", dove le rivela che può viaggiare nel tempo. Poi appare nella base di Torchwood e pugnala Rhys, per spingere Gwen una volta di più ad aprire la Fessura per salvare le vite di tutti: tuttavia questa apertura libera involontariamente il demone Abaddon. Un attimo dopo Manger compare davanti ai membri della squadra dicendo loro che il suo scopo era proprio liberare Abaddon, che era stato "incatenato sotto la Fessura", e subito dopo sparisce ancora una volta.
Il sito web di Torchwood suggerisce che Bilis era già entrato in contatto almeno una volta con l'Istituto Torchwood, drogando Owen con il pentathol di sodio (un siero di verità e un sedativo) e il retcon per ottenere informazioni sull'Istituto. In effetti sulla scrivania del 1941 si vede un foglio piegato con la scritta "Torchwood".

### Henry Parker
Henry Parker è un avido collezionista di manufatti alieni in Tra la vita e la morte. Impersonato da Richard Briers, possiede un oggetto che chiama "pulsar", che crede lo mantenga vivo emettendo strane onde di energie, motivo per cui Torchwood lo ritiene una sorta di bomba. Molto ricco, vive isolato da anni, venendo per questo paragonato da Toshiko a Howard Hughes.

### Adam Smith
Adam Smith (Bryan Dick) è un alieno che si alimenta e sopravvive delle altrui memorie e compare nell'omonimo episodio. Precedentemente intrappolato nel vuoto extradimensionale, Adam s'intrufola nella squadra di Torchwood modificandone le memorie dopo essere uscito dalla sua prigionia tramite la Fessura. In meno di 48 ore riesce a riscrivere le memorie di tutti (gli basta toccare una persona), fino a convincerli di essere da tre anni membro di Torchwood. È questo credere in lui che gli permette di sopravvivere.
Seguendo l'istinto di sopravvivenza Adam mostra una tendenza a usare con inventiva e cattiveria i suoi poteri. Ribalta la situazione di Toshiko, una promiscua decisionista con cui Adam ha una relazione, e di Owen, un timido impacciato innamorato non corrisposto per Toshiko. Infine permette a Jack di riesumare le memorie represse dei suoi ultimi ricordi piacevoli con la sua famiglia prima della morte di suo padre e della scomparsa di suo fratello Gray. Tra gli effetti secondari di questo, però, c'è che cancella a Gwen il ricordo di Rhys.
Adam è scoperto dopoché Ianto, leggendo il suo diario per trovare delle informazioni su un manufatto alieno, non trova assolutamente nulla su di lui. Adam allora tenta di salvarsi torturando Ianto e instillando in lui la memoria fallace di essere un serial killer: tramite la registrazione del video Jack vede che cosa è accaduto e lentamente comprende ogni cosa e cattura Adam. Anche se Adam prova a minacciare Jack alterando le sue poche memorie felici della sua infanzia, Jack si occupa di fare sparire Adam dando a tutta la squadra le pillole per l'amnesia affinché dimentichino le ultime 48 ore. Dimenticare Adam causa la sua morte e lascia la squadra che si interroga sulla perdita della memoria di quelle ore, con soltanto un mazzo di fiori mandato a Tosh da Owen per scusarsi che rimangono come piccolo indizio.